# Fuscão Preto
Fuscão Preto é um filme brasileiro baseado na música "Fuscão Preto" de Atílio Versuti e Jeca Mineiro, interpretada por Almir Rogério, foi filmado nas cidades de Mogi Guaçu, Mogi Mirim e Espírito Santo do Pinhal, todas do interior do estado de São Paulo.
A música foi lançada em 1978 pela dupla Geovante e Mariel. Com o sucesso, outros artistas se aproveitaram do momento e a regravaram, como Os Gladiadores, Trio Parada Dura, Almir Rogério, Banda Magazine entre outros.

## Sinopse
História de amor de um carro por uma mulher, a jovem Diana. A ação se passa numa cidade do interior onde o Prefeito Rui força o casamento do seu filho Marcelo com Diana. Mas o carro – ou melhor, o "Fuscão Preto" – não vai deixar.

## Recepção
Gabriel Carneiro em sua crítica para o Cinequanon escreveu: "Lançado quando a música já havia saído das paradas de sucesso, com forte competição no mercado por conta dos filmes de sexo explícito, o longa foi o testamento cinematográfico de Jeremias por muito tempo (...) Infelizmente (...) fracasso de público e com crítica inexistente, ficou no lodo, marcado como um dos filmes tranqueiras da Xuxa antes de ficar realmente famosa. (...) O grande trunfo do filme talvez esteja em como o cineasta opta por terminar seu filme."

## Elenco
- Almir Rogério → Lima
- Xuxa Meneghel → Diana
- Monique Lafond → Cleide
- Dênis Derkian → Marcelo
- Dionísio Azevedo → Lucena
- Mário Benvenutti → Rui
- Roberto Carlos → Roro
- Zé Coqueiro
- Filoca
- Dalmo Peres → Fred
- Suely Aoki
- Florinda Lopez, Jaci Ferreira
- Márcia Cheroto
- Janete Santos
- Mogiano & Mogianinho
- Juarez Fagundes
- Marcos Pontes
- Sérgio Águia Chileno
- Nelson Pereira
- Márcia Aoki